# Beilschmiedia obovata
Beilschmiedia obovata är en lagerväxtart som beskrevs av André Joseph Guillaume Henri Kostermans. Beilschmiedia obovata ingår i släktet Beilschmiedia och familjen lagerväxter. Inga underarter finns listade i Catalogue of Life.